# Jack Holt
Pour les articles homonymes, voir Holt.
Jack Holt est un acteur américain, né Charles John Holt II le 31 mai 1888 à New York (État de New York, États-Unis), décédé d'une crise cardiaque le 18 janvier 1951 à Los Angeles (Californie, États-Unis).

## Biographie
Jack Holt débute au cinéma en 1914 et participe notamment, durant la période du muet, à de nombreux westerns. Il continue à s'illustrer dans ce genre après le passage au parlant : citons Au-delà du Missouri de William A. Wellman, son dernier film, avec Clark Gable (déjà croisé en 1936 dans San Francisco, un de ses films les plus connus), sorti quelques mois après sa mort en 1951. Hormis Wellman, il collabore avec les réalisateurs Cecil B. DeMille (ex. : Le Mari de l'Indienne en 1918) et son frère William C. de Mille, Frank Capra, Jacques Tourneur (La Féline en 1942, avec Simone Simon) et son père Maurice Tourneur, ou encore Victor Fleming, entre autres.
Pour sa contribution au cinéma (cent-quatre-vingt-huit films américains répertoriés, dont plus de cent muets — sans compter diverses prestations comme lui-même —), une étoile lui est dédiée sur le Walk of Fame d'Hollywood Boulevard.
Jack Holt est le père des acteurs Jennifer Holt (1920-1997) et Tim Holt (né Charles John Holt III, 1918-1973). Il apparaît aux côtés de ce dernier dans trois films, dont Le Trésor de la Sierra Madre de John Huston (où il tient un petit rôle), sorti en 1948.

## Filmographie partielle
- 1914 : Salomy Jane de William Nigh (non crédité)
- 1914 : The Master Key (en) de Lewis D. Collins et Ray Taylor
- 1915 : The Broken Coin de Francis Ford
- 1916 : The Princely Bandit de Francis Ford
- 1916 : Born of the People de Francis Ford et Grace Cunard
- 1916 : The Unexpected de Francis Ford
- 1916 : The Madcap Queen of Crona de Francis Ford
- 1916 : His Majesty Dick Turpin de Francis Ford
- 1916 : Behind the Mask de Francis Ford
- 1916 : Brennon o' the Moor de Francis Ford
- 1916 : Naked Hearts (en) de Rupert Julian
- 1916 : Liberty (en) de Jacques Jaccard et Henry MacRae
- 1916 : Jeanne d'Arc (Joan the Woman) de Cecil B. DeMille
- 1916 : The Chalice of Sorrow de Rex Ingram
- 1917 : La Petite Américaine (The Little American) de Cecil B. DeMille
- 1917 : The Cost of Hatred de George Melford
- 1917 : The Inner Shrine de Frank Reicher
- 1917 : Œil pour œil (en) (The Call of the East) de George Melford
- 1917 : The Secret Game (en) de William C. de Mille
- 1917 : Sacrifice (en) de Frank Reicher
- 1918 : Love Me (en) de Roy William Neill
- 1918 : Le Mari de l'Indienne (The Quaw Man) de Cecil B. DeMille
- 1918 : La Blessure qui sauve (The Hidden Pearls) de George Melford
- 1918 : Un drame au pays de l'ivoire (en) (The White Man's Law) de James Young
- 1918 : The Claw de Robert G. Vignola
- 1918 : Soupçon tragique (en) (The Honor of his House) de William C. de Mille
- 1918 : Headin' South d'Allan Dwan et Arthur Rosson
- 1918 : The Marriage Ring de Fred Niblo

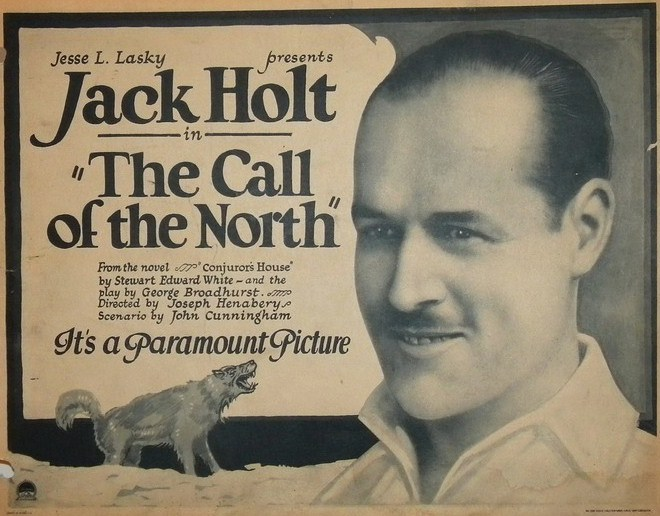
Carte promotionnelle pour L'Appel du nord (1921)

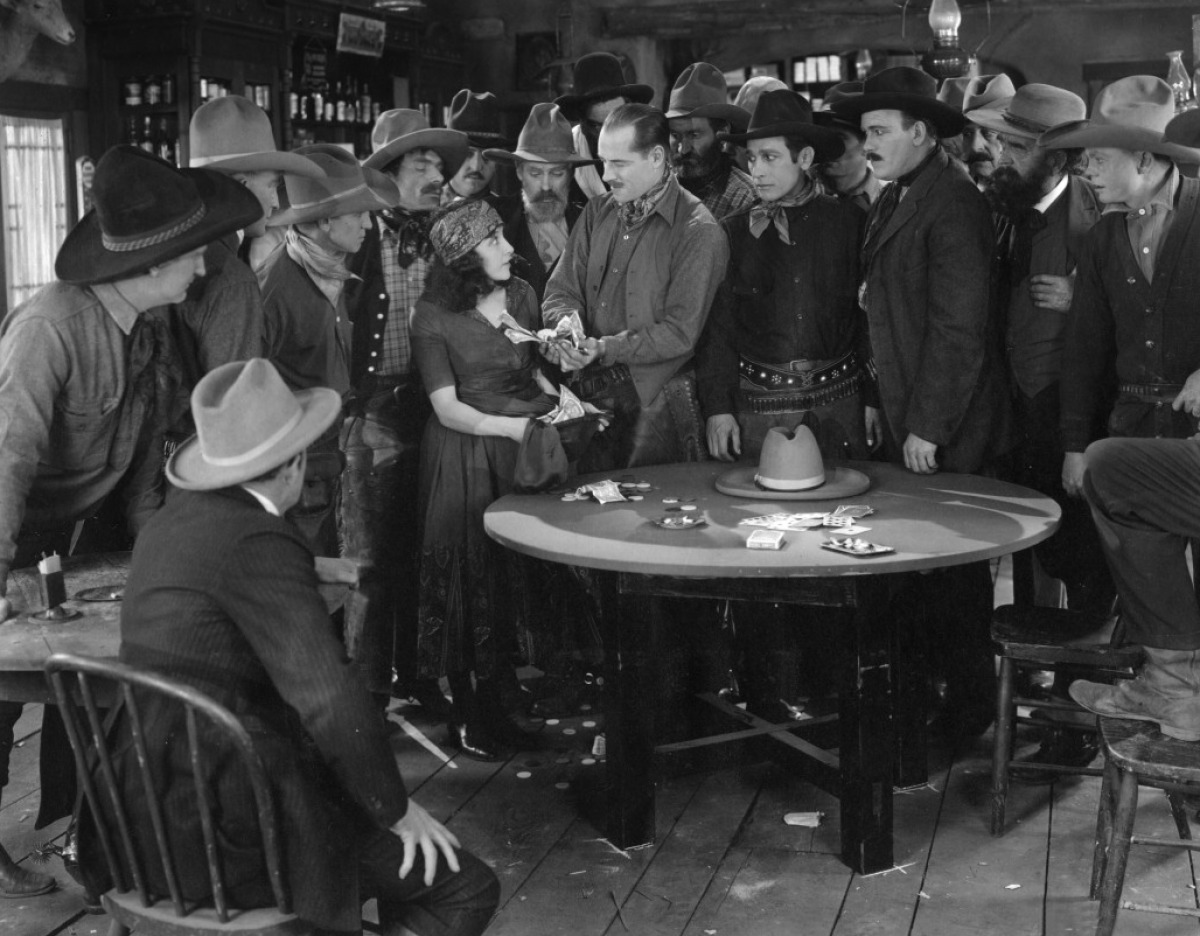
Avec Bebe Daniels (à sa droite), dans North of the Rio Grande (1922)

- 1919 : La Ligne de vie (The Life Line) de Maurice Tourneur
- 1919 : Cheating Cheaters d'Allan Dwan
- 1919 : A Midnight Romance (en) de Lois Weber
- 1919 : Pour le meilleur et pour le pire (For Better, for Worse) de Cecil B. DeMille
- 1919 : A Sporting Chance (en) de George Melford
- 1919 : The Woman Michael married (en) d'Henry Kolker
- 1919 : L'Orgueil de la faute (The Woman Thou Gavest Me) de Hugh Ford
- 1919 : Le Secret du bonheur (Victory) de Maurice Tourneur
- 1920 : L'Antiquaire (Crooked Streets) de Paul Powell
- 1920 : Held by the Enemy (en) de Donald Crisp
- 1920 : The Sins of Rosanne (en) de Tom Forman
- 1921 : Folie d'été (Midsummer Madness) de William C. de Mille
- 1921 : All Souls' Eve (en) de Chester M. Franklin
- 1921 : Le Calice (The Grim Comedian) de Frank Lloyd
- 1921 : Le Vieux Comédien (After the Show) de William C. de Mille
- 1921 : L'Appel du nord (en) (The Call of the North) de Joseph Henabery
- 1922 : Bought and Pay for de William C. de Mille
- 1922 : North of the Rio Grande de Rollin S. Sturgeon
- 1922 : La Dure École (Making a Man) de Joseph Henabery
- 1923 : Nobody's Money de Wallace Worsley
- 1923 : Hollywood de James Cruze (caméo ; lui-même)
- 1923 : Dans la gueule du tigre (en) (The Tiger's Claw) de Joseph Henabery
- 1923 : La Flétrissure (The Cheat) de George Fitzmaurice
- 1923 : The Marriage Maker de William C. de Mille
- 1924 : Empty Hands de Victor Fleming
- 1924 : The Lone Wolf de Stanner E. V. Taylor
- 1925 : Domination (Eve's Secret) de Clarence G. Badger
- 1925 : La Ruée sauvage (The Thundering Herd) de William K. Howard
- 1925 : Blanco, cheval indompté (Wild Horse Mesa) de George B. Seitz
- 1926 : The Blind Goddess de Victor Fleming
- 1926 : Sea Horses d'Allan Dwan
- 1926 : Colorado (en) (Born to the West) de John Waters
- 1927 : The Tigress (en) de George B. Seitz
- 1927 : L'Escalier des cent marches (The Warning) de George B. Seitz
- 1927 : The Mysterious Rider de John Waters
- 1928 : L'Épave vivante (Submarine) de Frank Capra
- 1928 : Avalanche d'Otto Brower
- 1928 : La Boule blanche (en) (The Smart Set) de Jack Conway
- 1928 : Court-Martial (en) de George B. Seitz
- 1928 : Comment on les mate ! (The Water Hole) de F. Richard Jones
- 1929 : L'Affaire Donovan (The Donovan Affair) de Frank Capra
- 1929 : Father and Son d'Erle C. Kenton
- 1929 : Les Mousquetaires de l'air (Flight) de Frank Capra
- 1929 : Sunset Pass d'Otto Brower
- 1930 : Vengeance (en) d'Archie Mayo
- 1930 : Hell's Island (en) d'Edward Sloman
- 1930 : The Border Legion d'Otto Brower et Edwin H. Knopf
- 1931 : Maker of Men d'Edward Sedgwick
- 1931 : Le Dirigeable (The Dirigible) de Frank Capra
- 1931 : White Shoulders de Melville W. Brown
- 1931 : The Last Parade (en) d'Erle C. Kenton
- 1931 : Subway Express (en) de Fred C. Newmeyer
- 1931 : Fifty Fathoms Deep (en) de Roy William Neill
- 1932 : Man Against Woman (en) d'Irving Cummings
- 1932 : Le Visage masqué (Behind the Mask) de John Francis Dillon
- 1933 : When Strangers Marry (en) de Clarence G. Badger
- 1933 : Le Destructeur (en) (The Wrecker) d'Albert S. Rogell
- 1933 : Master of Men (en) de Lambert Hillyer
- 1934 : Whirpool de Roy William Neill
- 1934 : The Defense Rests de Lambert Hillyer
- 1935 : The Best Man Wins (en) d'Erle C. Kenton
- 1935 : Storm Over the Andes (en) de Christy Cabanne
- 1935 : La Fille du rebelle (The Littlest Rebel) de David Butler
- 1935 : Unwelcome Stranger (en) de Phil Rosen
- 1935 : The Awakening of Jim Burke (en) de Lambert Hillyer
- 1936 : San Francisco de W. S. Van Dyke
- 1936 : L'Agent cyclone (en) (Crash Donovan) de William Nigh
- 1936 : Dangerous Waters de Lambert Hillyer

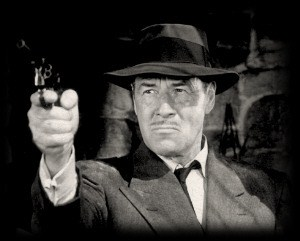
Dans Holt of the Secret Service (1941)

- 1937 : Outlaws of the Orient d'Ernest B. Schoedsack
- 1937 : Trouble in Morocco d'Ernest B. Schoedsack
- 1941 : Holt of the Secret Service de James W. Horne
- 1942 : La Féline (Cat People) de Jacques Tourneur
- 1942 : Northwest Rangers (en) de Joseph M. Newman
- 1942 : Pilotes de chasse de William A. Wellman
- 1945 : Les Sacrifiés (They were Expendable) de John Ford et Robert Montgomery
- 1946 : L'Évadée (The Chase) d'Arthur Ripley
- 1948 : La légion des braves (en) (The Gallant Legion) de Joseph Kane
- 1948 : Le Trésor de la Sierra Madre (The Treasure of the Sierra Madre) de John Huston
- 1948 : L'Étalon maudit (en) (The Strawberry Roan) de John English
- 1949 : Horizons en flammes (Task Force) de Delmer Daves
- 1949 : Le Cavalier au masque (Return of the Frontierman) de Richard L. Bare
- 1949 : Red Desert (en) de Ford Beebe
- 1949 : Le Cavalier fantôme (Brimstone) de Joseph Kane
- 1949 : Le Dernier Bandit (The Last Bandit) de Joseph Kane
- 1950 : Trail of Robin Hood (en) de William Witney (lui-même)
- 1951 : Au-delà du Missouri (Across the Wide Missouri) de William A. Wellman